# Singapur International 2002
Die Singapur International 2002 im Badminton fanden Mitte April 2002 in Singapur statt.

## Sieger und Platzierte
| Disziplin    | Gold                          | Silber                      | Bronze                                        |
| ------------ | ----------------------------- | --------------------------- | --------------------------------------------- |
| Herreneinzel | Ronald Susilo                 | Indra Wijaya                | Allan Tai                                     |
| Herreneinzel | Ronald Susilo                 | Indra Wijaya                | Mahardi Wiempie                               |
| Dameneinzel  | Li Li                         | Xiao Luxi                   | Liu Zhen                                      |
| Dameneinzel  | Li Li                         | Xiao Luxi                   | Liu Fan Frances                               |
| Herrendoppel | Donny Prasetyo Denny Setiawan | Joko Riyadi Hendra Setiawan | Gan Teik Chai Fairuzizuan Tazari              |
| Herrendoppel | Donny Prasetyo Denny Setiawan | Joko Riyadi Hendra Setiawan | Patrick Lau Kim Pong Hendri Kurniawan Saputra |
| Damendoppel  | Ang Li Peng Lim Pek Siah      | Li Huei Yu Peng             | Liu Zhen Xiao Luxi                            |
| Damendoppel  | Ang Li Peng Lim Pek Siah      | Li Huei Yu Peng             | Jiang Yanmei Fatimah Kumin Lim                |
| Mixed        | Anggun Nugroho Monica Permadi | Robby Istanta Tetty Yunita  | Gan Teik Chai Wong Pei Tty                    |
| Mixed        | Anggun Nugroho Monica Permadi | Robby Istanta Tetty Yunita  | Hendri Kurniawan Saputra Fan Jing Jing        |